# Kelly Clarkson
Kelly Brianne Clarkson (Fort Worth, 24 aprile 1982) è una cantautrice e conduttrice televisiva statunitense.
Vincitrice della prima stagione di American Idol, è stata nominata 16 volte ai Grammy Award vincendone tre, ha ottenuto tre MTV Video Music Awards e due Academy of Country Music Awards. Durante la carriera ha venduto in tutto il mondo oltre 82 milioni di dischi, ottenendo 3 prime posizioni nella Billboard Hot 100, registrando un totale di 31 entrate sempre nella suddetta classifica al 2022.
È stata classificata da Billboard al 14º posto tra gli artisti del decennio 2000–2010 e definita come una dei «migliori cantanti pop», venendo premiata con il Powerhouse Awards ai Billboard Women in Music Awards del 2017.
Durante la sua carriera ha inoltre recitato in film, serie televisive, scritto libri per bambini, e ricoperto il ruolo di coach nel programma The Voice. Dal 2019 è presentatrice di un proprio talk show, intitolato The Kelly Clarkson Show, grazie a cui vince cinque Daytime Emmy Awards, tra cui come Miglior conduttrice di un Talk Show.

## Biografia
Kelly Brianne Clarkson è nata a Fort Worth ed è cresciuta nella cittadina di Burleson. È la terza e ultima figlia di Jeanne Rose e Stephen Michael Clarkson; ha un fratello e una sorella, Jason e Alyssa. Quando aveva sei anni i suoi genitori divorziarono dopo diciassette anni di matrimonio: si trasferirono quindi a Burleson, dove la madre si risposò. La sua famiglia ebbe anche problemi finanziari dopo il divorzio dei suoi genitori.
Ha frequentato la Pauline G. Hughes Middle School e la Burleson High School. Alle medie una sua insegnante la sentì cantare nel corridoio della scuola e le chiese di entrare a far parte del coro. Alle superiori si esibì in vari musical e cantò al talent show della sua scuola. Cominciò anche a prendere lezioni, sperando che la musica le avrebbe procurato una borsa di studio.

## Carriera

### 2002–2004: La vittoria adAmerican IdoleThankful
Il 4 settembre 2002, a 20 anni, vinse la prima edizione di American Idol, un talent show che sarebbe presto diventato il programma di maggior successo negli Stati Uniti, sconfiggendo in finale Justin Guarini. Si esibì con la ballata A Moment like This, che nell'ottobre dello stesso anno venne pubblicata come singolo e stabilì un record negli Stati Uniti, passando dalla posizione 52 alla 1 in brevissimo tempo. Il singolo diventa inoltre la canzone più venduta del 2002 negli USA.
Sotto contratto con la RCA Records, ottenuto dalla vittoria del talent, ha pubblicato il suo primo album dal titolo Thankful il 15 aprile 2003, che ha debuttato direttamente alla prima posizione negli Stati Uniti ed è entrato in diverse classifiche europee, con una vendita di oltre 4,5 milioni di copie in tutto il mondo. Oltre a contenere il singolo A Moment like This, il secondo estratto Miss Independent, che entra nelle top 10 di cinque paesi, compresi gli Stati Uniti, e fa ottenere alla cantante il suo primo Grammy Award nella categoria "Best Female Pop Vocal Performance". Successivamente escono i singoli Low e The Trouble with Love Is. Nel 2004 intraprende il Independent Tour con Clay Aiken negli USA.
Contemporaneamente alla carriera da cantante, nel 2003 Clarkson prende parte al film commedia e musical From Justin to Kelly, e nonostante l'insuccesso, l'artista afferma che era "obbligata per contratto" a prenderne parte. Recita nell'ottava stagione di MADtv e compare in due episodi della serie drammatica American Dreams tra il 2003 e il 2004.

### 2004–2006: Il successo mondiale:Breakaway

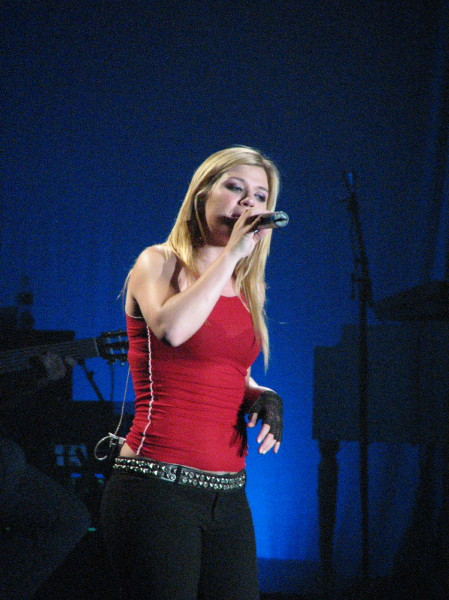
Kelly Clarkson in un concerto a Canberra nel 2005

Con l'album Breakaway, uscito negli Stati Uniti il 30 novembre del 2004, la cantante si distanziò dallo stile del precedente album influenzato da American Idol e si orientò verso uno stile più rock. L'artista partecipò alla stesura di sei delle dodici tracce insieme ad artisti come Ben Moody (membro degli Evanescence) ed Avril Lavigne, con la quale scrisse la canzone omonima all'album. L'album costituì un gran successo discografico, raggiungendo 12 milioni di copie vendute in tutto il mondo, e entrando entro le prime 5 posizioni delle classifiche di Stati Uniti, Regno Unito, Australia, Irlanda e Germania. In sostegno dell'album intraprende il Breakaway World Tour tra il 2005 e il 2006.
Vennero estratti numerosi singoli che raggiunsero le vette anche delle classifiche europee e che portarono la cantante ad essere conosciuta in tutto il mondo. I singoli di maggior successo furono Breakaway, che divenne colonna sonora del film Principe azzurro cercasi, Since U Been Gone che ottiene il maggior successo negli USA e Because of You che vende solo negli Stati Uniti 2 milioni di copie.
Il singolo Since You Been Gone ha fruttato alla cantante un prestigioso Grammy Award per Best Female Pop Vocal Performance nella stessa serata ne guadagna un secondo nella categoria Best Pop Vocal Album. Vince inoltre due anni di seguito il Best Female Video agli MTV Video Music Awards per Since You Been Gone e Because of You.
La cantante risulta essere l'artista più ascoltata nelle radio statunitensi nel 2006 e Breakaway diventa il settimo album più venduto del 2005. Nel marzo 2010, a 6 anni dall'uscita, l'album torna in classifica nella Billboard 200 alla posizione 169 con più di 4000 copie vendute in pochi giorni negli USA.

### 2007–2010:My December e All I Ever Wanted

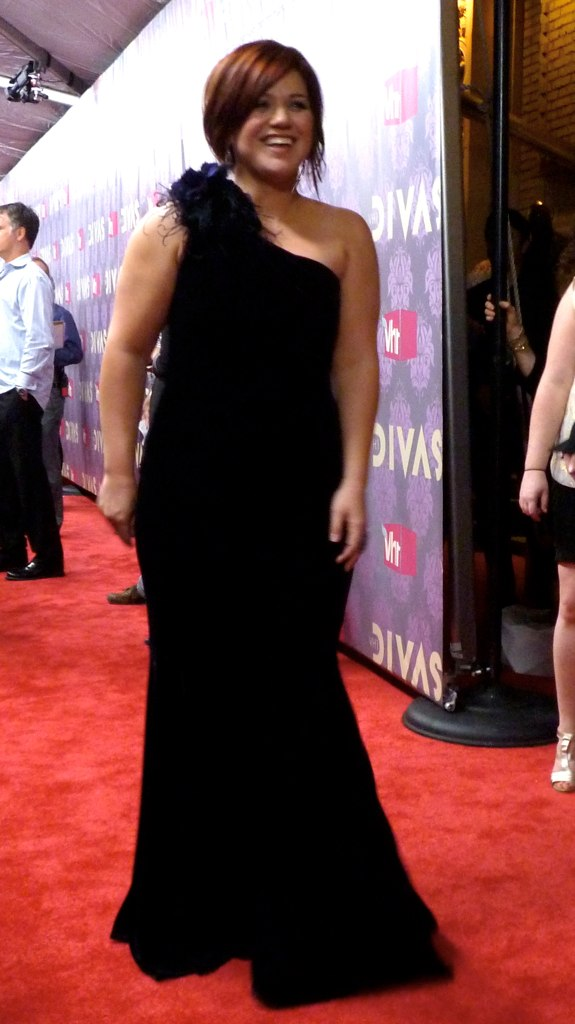
Kelly Clarkson all'evento VH1 Divas nel 2009

Nel giugno 2007 venne pubblicato l'album My December, più cupo e dalle sonorità rock, a differenza degli album precedenti, di forte influenza pop. Per il progetto musicale la cantante collabora maggiormente con i membri della band sostituisce il suo produttore esecutivo e coautore Clive Davis, il quale riscontra delle mancanze tecniche e di produzione invitando la cantante a registrare nuovamente l'album. Clarkson afferma in un'intervista di non voler ritrattare sul suo prodotto:
"Ho venduto più di 15 milioni di dischi in tutto il mondo, e ancora nessuno ascolta quello che ho da dire. Non mi interessa essere una star. Ho sempre voluto solo cantare e scrivere".
L'album ottenne un discreto successo commerciale con 2,5 milioni di copie vendute in tutto il mondo, di cui un milione negli USA nonostante la RCA Records non offra il proprio sostegno al prodotto, riducendo il numero di date tour promozionale. L'artista ha successivamente assunto i servizi del talent manager Narvel Blackstock di Starstruck Management, riconoscendo però Davis come un "punto chiave del suo successo". Il singolo di lancio fu Never Again. Il secondo singolo, Sober, fu pubblicato nell'agosto dello stesso anno nelle radio statunitensi, senza che ne fosse realizzato un video musicale. Don't Waste Your Time venne invece pubblicato nell'autunno del 2007 come terzo singolo, ottenne un piccolo successo solo in Germania.
Agli Academy of Country Music Awards del 2007 si esibisce in una versione country del brano Because of You insieme a Reba McEntire. La collaborazione diventa il singolo promozionale dell'album della McEntire, debuttando alla seconda posizione della Hot Country Songs statunitense e riceve una nomination si Grammy Award come Best Country Collaboration with Vocals. Dal 2008 le due cantanti intraprendono il 2 Worlds 2 Voices Tour in sostegno dei propri album.
Nel gennaio del 2009 è stato diffuso nelle radio il singolo My Life Would Suck Without You ed è stato pubblicato come download digitale il 16 gennaio 2009 ed ha raggiunto la prima posizione della classifica statunitense, con un salto di 96 posizioni dal debutto battendo il record detenuto da Britney Spears. Divenne inoltre il primo singolo della cantante a raggiungere la prima posizione della classifica britannica e canadese. Il singolo anticipò il quarto album, All I Ever Wanted, pubblicato il 13 marzo del 2009 che debutta alla prima posizione negli Stati Uniti vendendo un totale di 1milione di copie e ricevendo critiche positive dall'industria musicale per i temi affrontati nei brani. Alla produzione e stesura dei testi partecipano nuovamente Dr. Luke e Kara DioGuardi, oltre che Ryan Tedder, Claude Kelly e Katy Perry.
Successivamente l'album è stato promosso dalla pubblicazione dei singoli I Do Not Hook Up e Already Gone, canzone prodotta da Ryan Tedder, frontman dei OneRepublic. Quest'ultima ha portato a nuove tensioni con la RCA Records, poiché la cantante ritrova delle similitudini con il brano Halo appena pubblicato da Beyoncé prodotto anch'esso da Tedder, ma ottiene comunque molto successo vendendo 2milioni di copie negli USA. Grazie a ciò la casa discografica ha deciso di lanciare diversi singoli in diverse nazioni: troviamo infatti negli USA e in Canada All I Ever Wanted (12 aprile 2010), in Germania Cry (4 agosto 2009), in Nuova Zelanda Don't Let Me Stop You (13 dicembre 2009) e Ready (22 ottobre 2010); tuttavia la copertina per il singolo digitale è stata creata solo per All I Ever Wanted.
Durante la promozione di questo disco, ha girato il mondo con l'All I Ever Wanted Tour.

### 2011–2013:Stronger & DuetseGreatest Hits

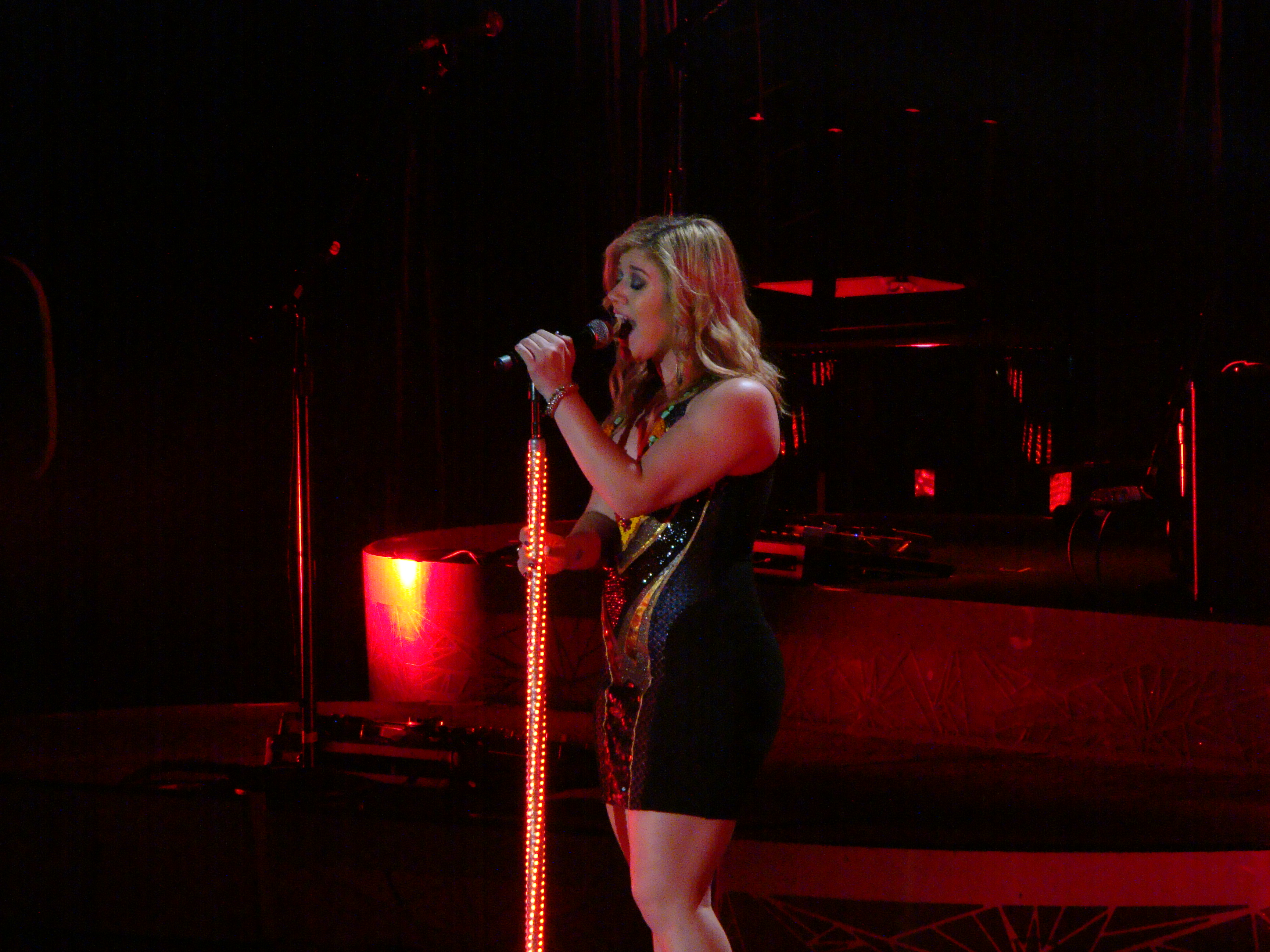
Stronger tour, Manchester Arena, nel 2012

Dopo la collaborazione avvenuta nel 2010 con Jason Aldean nel brano country Don't You Wanna Stay, che viene accolta positivamente dalla critica, ricevendo una nomination ai Grammy Awards, e diventando la collaborazione country più venduta nella storia con 2,7 milioni di copie, il quinto album di Kelly Clarkson, Stronger, viene pubblicato il 21 ottobre 2011.
Kelly descrive questo album come "influenzato da Prince, Tina Turner, Sheryl Crow, Radiohead e con un po' di country per un paio di canzoni". Kelly ha collaborato con vari produttori tra cui Greg Kurstin, Ester Dean, Darkchild, Toby Gad, Steve Jordan e Howard Benson. Stronger riceve buone recensioni e diviene un successo commerciale con più di 1,5milioni di copie vendute, e debuttando alla posizione 2 della Billboard 200 e nella top 5 di Australia, Canada, Regno Unito e Corea del Sud. L'album viene certificato platino dalla RIAA, dall'ARIA e in Canada. L'uscita dell'album è stata accompagnata da un cd acustico in edizione limitata chiamato "The Smoakstack Sessions", che contiene per l'appunto versioni alternative tratte dall'album Stronger e All I Ever Wanted. Intraprende inoltre due tour per promuovere Stronger: lo Stronger Tour e il 2012 Summer Tour con i The Fray.
Il primo singolo, "Mr. Know It All", è diventato una hit internazionale, esordiendo alla numero 10 della Billboard Hot 100 ed avendo buoni risultati in classifica anche in Australia, Regno Unito, Corea del Sud e Canada, con una vendita globale di circa 2,5 milioni di copie. È stata anche pubblicata una "Country Version" di questa canzone nel 2012. Il second singolo, "Stronger (What Doesn't Kill You)" viene pubblicato a gennaio del 2012. Anch'esso diventa una hit internazionale raggiungendo la posizione numero 1 nella Billboard Hot 100 per ben tre settimane non consecutive, diventando il singolo più venduto dalla cantante negli Stati Uniti, con 4,9 milioni di copie, e al mondo, con più di 6 milioni di copie. Il brano riceve tre nominations ai Grammy Awards del 2013 come Record of the Year, Song of the Year e Best Pop Solo Performance mentre l'album vince il Grammy Award per il Best Pop Vocal Album, diventando la prima artista a vincerlo due volte.
Il terzo singolo, Dark Side, nonostante i buoni propositi non ha avuto il successo sperato. Kelly ha pubblicizzato Stronger in vari posti, tra cui il 2011 NRL Grand Final, e la versione Inglese, statunitense, Tedesca e Australiana di The X Factor. La canzone "Tell Me A Lie" nell'album di debutto degli One Direction è stata scritta da Kelly inizialmente per Stronger. Il suo secondo cd acustico, in questo caso digitale, "iTunes Session" è stato pubblicato il 23 dicembre 2011 — il singolo promozionale, una cover di "I'll Be Home For Christmas", ha raggiunto la posizione 93 nella Billboard Hot 100. iTunes Session ha debuttato alla posizione numero 85 nella Billboard 200.
Il 5 febbraio 2012, Kelly ha cantato The Star-Spangled Banner (l'inno nazionale statunitense) al Super Bowl XLVI ricevendo critiche molto positive. Kelly ha anche cantato ai 54th Grammy Awards il 12 febbraio dello stesso anno. Lei e Jason Aldean hanno interpretato la loro Hit Country "Don't You Wanna Stay" che ha ricevuto numerosi premi. Da maggio a luglio 2012, Kelly è diventata giudice del Talent Show "Duets", insieme a John Legend, Jennifer Nettles e Robin Thicke. Poco dopo ha pubblicato il singolo promozionale "Get Up (A Cowboys Anthem)" per la campagna pubblicitaria della Pepsi NFL. È diventata una guest mentor dei concorrenti di Blake Shelton nella seconda serie del programma statunitense The Voice — con questa collaborazione, Kelly diventa la prima concorrente uscita da un talent show ad essere apparsa in American Idol, X Factor e The Voice. I due collaborano inoltre al brano "There's a New Kid in Town", che compare nell'album natalizio di Shelton.
Il 4 ottobre 2012, è stata annunciata l'uscita del suo primo Greatest Hits chiamato Greatest Hits – Chapter One per il 19 novembre 2012. Il Greatest Hits ha 3 tracce inedite Catch My Breath, Don't Rush con Vince Gille People like Us che si uniscono a tutti i successi di Kelly pubblicati nei primi dieci anni di carriera. Il primo singolo, pubblicato il 15 ottobre 2012, Catch My Breath, scritto da lei con il suo direttore musicale Jason Halbert e con Eric Olson, raggiunge la Top 10 in Canada e nella Top 20 negli USA dove vende un milione di copie.. Kelly viene nominata ai Country Music Awards del 2012 come "Female Vocalist of the Year" e Don't Rush riceve una nomination come Best Country Duo/Group Performance ai Grammy Awards del 2014. L'album viene certificato oro in Australia, Regno Unito e Stati Uniti.

### 2013 - 2015:Wrapped in RedandPiece by Piece

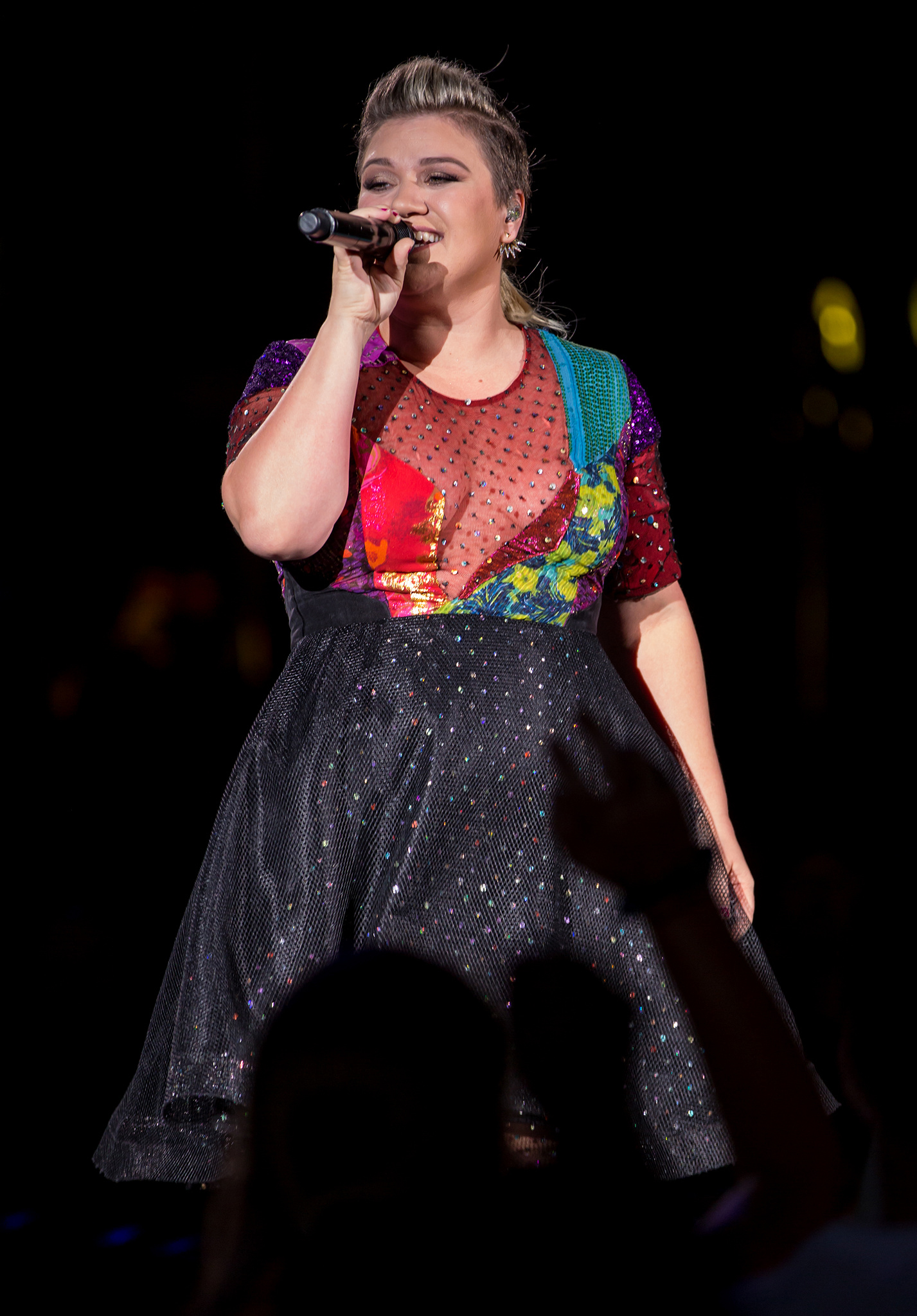
Kelly Clarkson durante il Piece by Piece Tour 2015.

Il 25 giugno 2013 è uscito il nuovo singolo country di Kelly Tie It Up disponibile su iTunes ed intraprende un tour di concerti in tutta l'America con i Maroon 5. È presente inoltre nel brano "Foolish Games" di Jewel e nel brano "Little Green Apples" con Robbie Williams.
Kelly Clarkson pubblica il suo sesto album a tema natalizion Wrapped in Red il 25 ottobre 2013. Debutta alla terza posizione della Billboard 200 e viene certificato platino negli Stati Uniti e Canada. L'11 dicembre si esibisce in uno speciale televisivo Kelly Clarkson's Cautionary Christmas Music Tale, generando, generando 5,3 milioni di spettatori. Compare nel brano "In the Basement" con Martina McBride, con Trisha Yearwood in "PrizeFighter" e nel singolo di Ben Haenow "Second Hand Heart". Il singolo Underneath the Tree riscuote ampio successo nelle classifiche internazionali, esordendo alla posizione numero 12 della Billboard Hot 100 e 15 della UK Singles Chart, dove riceve la certificazione di disco di platino.
l 12 gennaio 2015 esce il singolo Heartbeat Song, che precede l'uscita dell'album Piece by Piece, ultimo a contratto con la RCA Records. L'album esce il 27 febbraio 2015 e raggiunge la vetta della Billboard 200 per una settimana, e vede tra i collaboratori John Legend, Sia, Jesse Shatkin e Shane McAnally. Gli altri singoli estratti dall'album sono: Invincible, scritto dalla cantante Sia, e Piece by Piece, canzone che racconta dell'evoluzione della vita della cantante dopo essersi sposata e dopo aver avuto la sua prima figlia, che riceve una nomination ai Grammy Awards.
Intraprende il Piece by Piece Tour tra Stati Uniti, Canada e Regno Unito. Il tour viene interrotto per problemi alle corde vocali.

### 2016–2018:Meaning of Life,The Voice

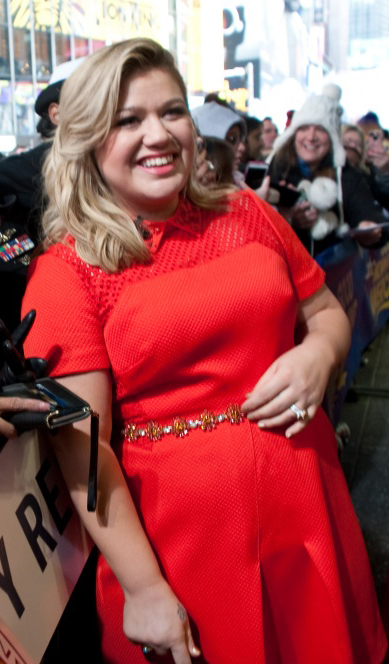
Kelly Clarkson a New York City nel 2017

Grazie ad un contratto con la HarperCollins, pubblica due libri per bambini River Rose and the Magical Lullaby e River Rose and the Magical Christmas. A marzo del 2016 partecipa vocalmente al brano "This Is for My Girls" voluta dalla First Lady Michelle Obama, insieme a Janelle Monáe, Kelly Rowland, Zendaya e Missy Elliott. Registra il brano "It's Quiet Uptown" per The Hamilton Mixtape e "Love Goes On" con Aloe Blacc per la colonna sonora di The Shack. The Voice annuncia che la cantante sarà una dei coach della quattordicesima stagione.
Il 24 giugno 2016, Kelly firma un accordo mondiale a lungo termine con la Atlantic Records, con l'intento di pubblicare il suo ottavo album con influenze della musica soul e R&B. Nel novembre 2016, la cantante afferma le sue intenzioni di pubblicare il nuovo singolo ad aprile 2017, e l'uscita dell'album a giugno. Il 4 settembre dello stesso anno, la Clarkson annuncia il suo nuovo singolo Love So Soft, che verrà pubblicato il 7 settembre 2017 e certificato singolo d'oro in Canada e platino negli Stati Uniti, insieme ad una seconda canzone Move You. Love So Soft è stata nominata per la categoria "Best Pop Solo Performance" alla 60ª edizione dei Grammy Awards. Ora detiene il record per il maggior numero di nomination (4 per la precisione) in quella categoria. L'album, Meaning of Life, pubblicato il 27 ottobre 2017, debutta alla seconda posizione della classifica Statunitense e nella Top10 di Canada ed Australia. Non entra invece nelle Top 10 di Regno Unito ed Irlanda, dove raggiunge la posizione 11 e 18 rispettivamente. A novembre 2017 compare nel film di animazione Gli eroi del Natale, insieme a Oprah Winfrey, Mariah Carey e Tyler Perry.
Nel 2018 estrapola i singoli I Don't Think About You e Heat. Tra gennaio e marzo del 2019 intraprende un mini-tour negli Stati Uniti, accompagnata dalle due nuove scoperte di The Voice, Kelsea Ballerini e
Brynn Cartelli. Viene riconfermata alla quindicesima stagione di The Voice e presenta i Billboard Music Award del 2018. Viene inoltre reclutata tra gli artisti per la nuova versione dell'album The Greatest Showman: Reimagined, insieme a Kesha, Jess Glynne, Pink, Missy Elliott e Sara Bareilles, dove canta il brano Never Enough. L'album arriva nelle Top5 di Regno Unito, Stati Uniti, Australia e Nuova Zelanda. Ai Grammy Awards del 2019 Meaning of Life viene nominato nella categoria Best Pop Vocal Album.

### 2019-presente:The Kelly Clarkson Show,When Christmas Comes AroundeChemistry.
Il 27 marzo 2019 esce Broken & Beautiful, brano colonna sonora del film di animazione UglyDolls, dove la cantante presta voce ad un personaggio. Esce inoltre l'album UglyDolls (Original Motion Picture Soundtrack) dove partecipano oltre alla cantante anche Janelle Monáe, Nick Jonas, Anitta, Pitbull e Blake Shelton. Da settembre del 2019 debutta come presentatrice di un proprio talk show, il The Kelly Clarkson Show, vincitore di tredici Daytime Emmy Awards, tra cui cinque vinti dalla Clarkson come miglior conduttrice di un talk show. Nel corso del 2019 e 2020 prosegue la sua carriera come coach a The Voice e prende parte come doppiatrice al film Trolls World Tour previsto nel 2020. Nel frattempo la Clarkson continua a condurre il suo daytime show, anche durante il periodo di quarantena dovuto alla pandemia da Covid-19. Il programma è stato confermato per le stagioni 2020-2021 e 2021-2022.
Il 16 aprile 2020 pubblica l'EP I Dare You, il quale include lo stesso brano in 6 lingue diverse; le versioni in lingue diverse dall'inglese sono tutte in duetto con altri cantanti. Il 13 novembre 2020 pubblica una cover del brano natalizio All I Want For Christmas Is You di Vince Vance & The Valiants. Nel 2021, mentre continua a portare avanti il suo programma televisivo e mantiene il ruolo di giudice a The Voice, Clarkson annuncia la pubblicazione del suo secondo album natalizio When Christmas Comes Around..., preceduto dal singolo Christmas Isn't Cancelled (Just You). Successivamente viene estratta come singolo la collaborazione con Ariana Grande Santa, Can't You Hear Me. Nel 2022 conduce assieme a Snoop Dogg la prima edizione dell'American Song Contest.
Nel giugno 2023 pubblica il decimo album in studio Chemistry, Basato sulla relazione e successivo divorzio della cantante da Brandon Blackston. L'album è divenuto il nono dell'artista a esordire tra le prime dieci posizioni nella Billboard 200 statunitense. Il progetto fa ottenere alla cantante la sedicesima candidatura ai Grammy Awards 2024 nella categoria al miglior album pop vocale.
Nel gennaio 2025 annuncia la fine del contratto con la Atlantic Records, pubblicando il 2 maggio 2025 il singolo Where Have You Been con l'etichetta indipendente High Road Records.

## Vita privata
Il 20 ottobre 2013 ha sposato il talent manager Brandon Blackston. La coppia ha avuto una figlia, River Rose, nata il 12 giugno 2014.. Il 20 agosto 2015 ha annunciato la seconda gravidanza. Il 12 aprile 2016 è nato il suo secondo figlio, Remington Alexander Blackstock.. Nel giugno 2020 la cantautrice ha annunciato il divorzio dal marito, ottenendo successivamente la custodia dei figli come primo genitore.

## Voce e stile musicale

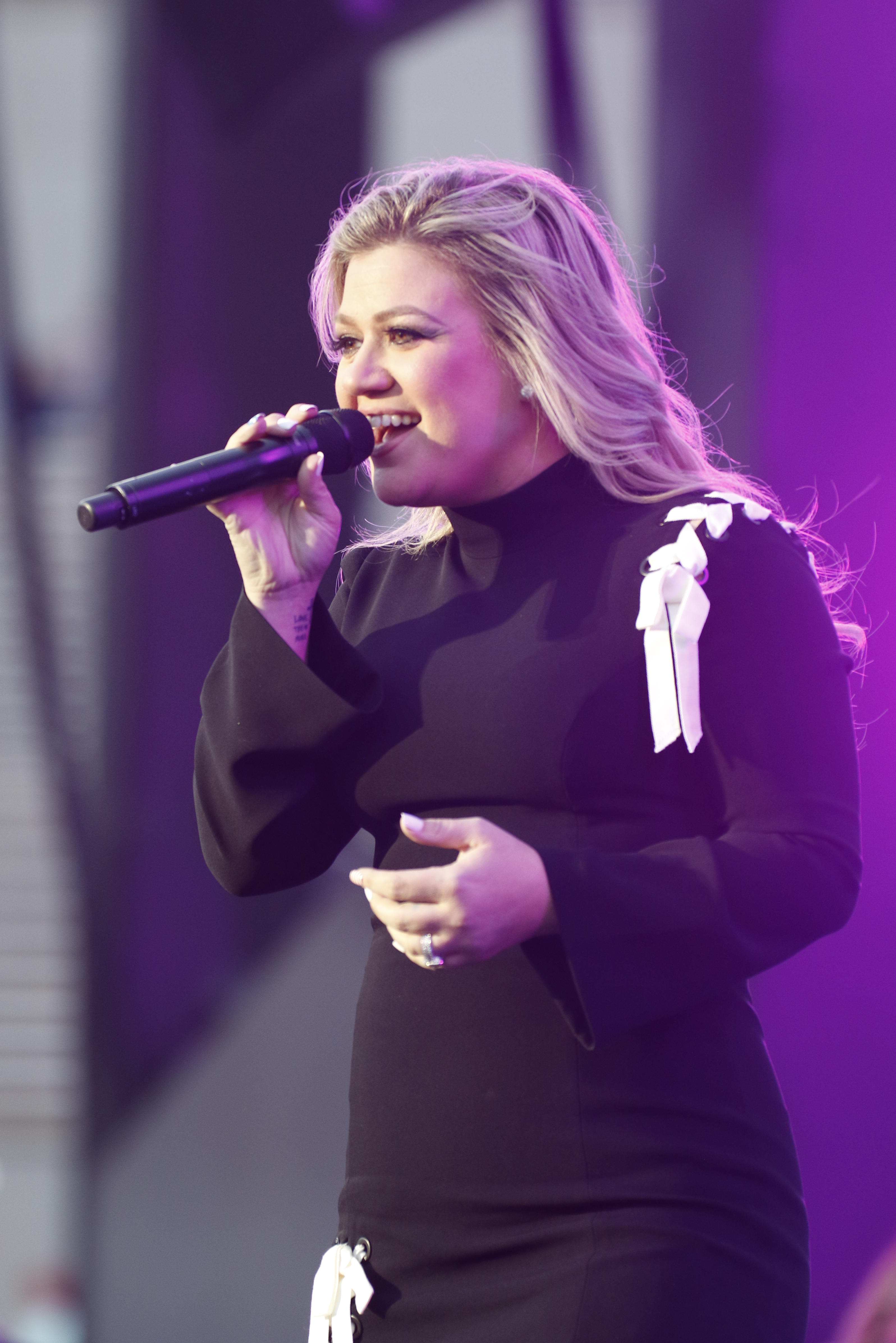
Kelly Clarkson al "DoD Warrior Games Opening Ceremony", nel 2018

Kelly Clarkson è stata giudicata come un soprano, capace di cantare difficili melisma. Dr. Luke afferma che «Ha i polmoni potenti. È come la Lance Armstrong delle corde vocali», Simon Cowell la paragonò a Céline Dion dopo American Idol, mentre la rivista Esquire «La migliore voce nella storia della musica pop». La cantante in un'intervista afferma inoltre di non aver mai fatto uso del lip-sync e viene nominata «Regina delle Cover», per la sua versatilità nei diversi generi musicali.
La voce di Kelly Clarkson si è delineata nel corso della carriera: agli inizi era caratterizzata da una voce leggera e con un timbro sottile, per poi passare a una timbrica leggermente più scura (a seguito della prima gravidanza nel 2015), pur mantenendo una tessitura da soprano leggero che le permette di sostenere fino al G5. La sua estensione comprende le tre ottave e mezzo comprese tra E♭3 - A5 - F6.
La cantante cita Aretha Franklin come la maggior influente nel suo percorso professionale, sin da American Idol, dove si era esibita con il brano (You Make Me Feel Like) A Natural Woman. Altri artisti da lei citati sono state Mariah Carey, Etta James, Stevie Wonder, Prince e Whitney Houston. Dal mondo del rock prende ispirazione dagli Aerosmith, Radiohead e Jimi Hendrix. Importanti per la cantante sono state anche Reba McEntire, con la quale collabora, Bette Midler e Rosemary Clooney.
«Sono cresciuta con tre genitori completamente diversi che mi hanno dato musica diversa. Il mio patrigno è innamorato di Willie Nelson e Elvis Presley. E il mio vero padre di Mariah e Whitney e Aretha ed in genere dei cantanti soul. Mia madre si interessava di più di artisti adult contemporary - Céline Dion, Barbra Streisand, Bette Midler. E poi mio fratello ha una grande influenza su di me, così sono cresciuta amando i Guns N' Roses. Mi interessavo dei Metallica. Mi occupavo di tutte quelle band, e ancora oggi. Amo gli Aerosmith e i No Doubt. Ho così tante influenze diverse su di me. E anche il country. Amo Reba McEntire. La potrei ascoltare tutto il tempo.»
Grazie al successo e alla carriera è diventata anch'essa fonte di ispirazione per altri artisti come Demi Lovato e Kelsea Ballerini. Tra questi vi sono anche i due vincitori a cui fece da coach nel programma The Voice, Hailee Steinfeld e Chevel Shepherd.

## Filantropia

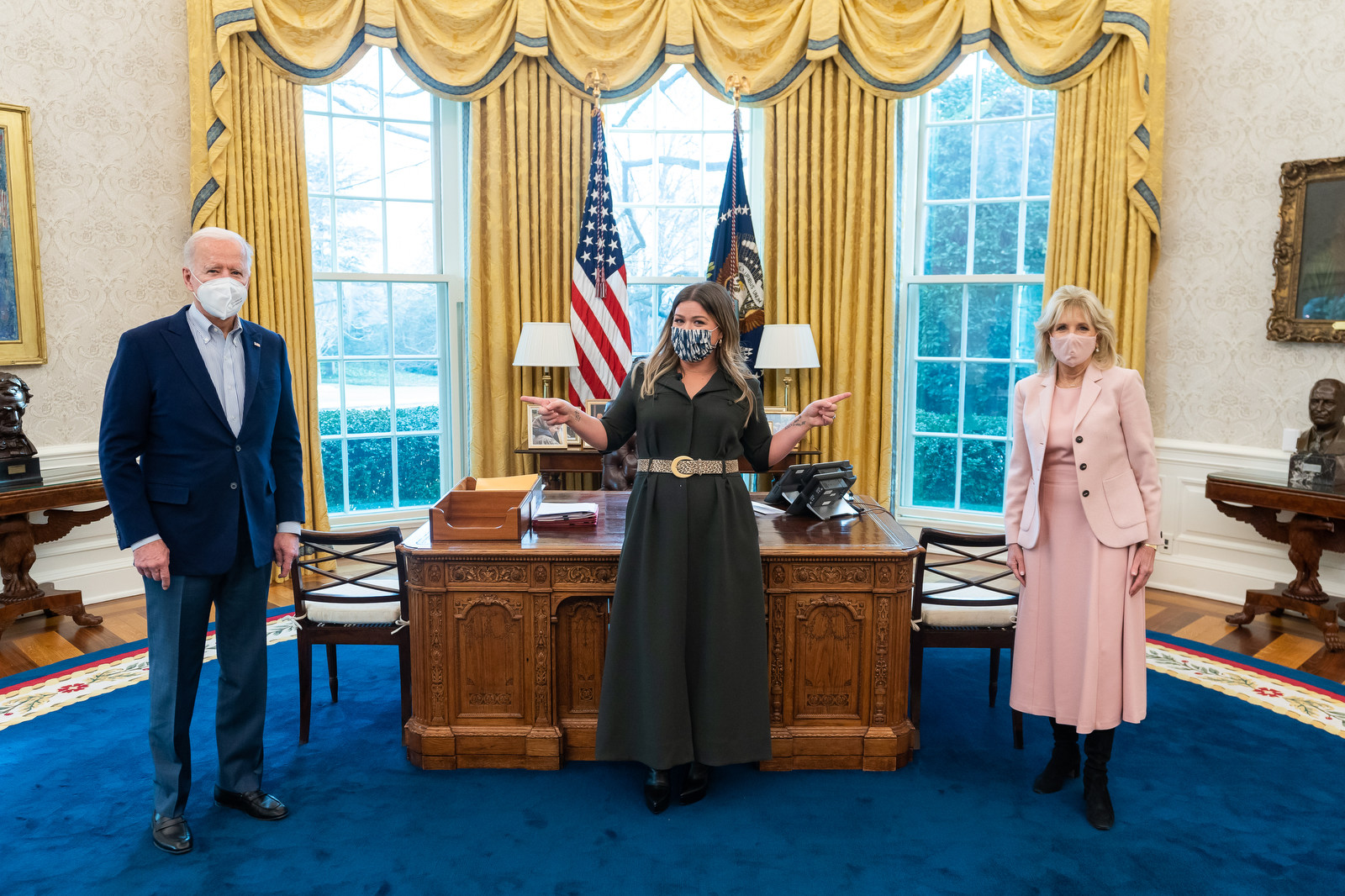
Kelly Clakrson con il 46º presidente degli Stati Uniti d'America Joe Biden e la consorte Jill Biden nel 2021.

### Aiuti umanitari
Nell'aprile 2007, Clarkson prese parte a Idol Gives Back, una raccolta di fondi per le persone in povertà sia in Africa che negli Stati Uniti. Nel 2011 Clarkson, inoltre, è stato coinvolta nell'organizzazione Houses of Hope, che si prende cura e costruisce orfanotrofi per i bambini del Sudafrica che sono stati colpiti da AIDS, abusi e povertà. Nel 2013 Clarkson ha sostenuto Feeding America e The Ad Council per la raccolta di generi alimentari a favore degli enti che tutelano i bambini e le famiglie in difficoltà economica. Nel corso degli anni ha inoltre partecipato attivamente a eventi e iniziative di Unicef, Save the Children e Do Something Program.
Nel 2013 partecipa alla campagna Let Girls Learn promossa dall'allora first lady degli Stati Uniti d'America Michelle Obama incidendo il brano This Is For My Girls assieme a Missy Elliott, Kelly Rowland, Janelle Monáe, Lea Michele e Chloe x Halle.

### Femminismo e diritti umani
Nel 2013 Clarkson si è esposta pubblicamente sul tema del femminismo in un'intervista per il Time, affermando «Non mi definirei femminista, è troppo forte. [...] Penso che quando le persone sentono femminista, è come, 'Togliti di mezzo, non ho bisogno di nessuno'. Mi piace che ci si prenda cura di me, e ho un uomo che è un leader. Non sono una femminista in quel senso». Clarkson è stata criticata per la sua posizione. Nel 2015 la cantante si è nuovamente esposta sul tema intervistata dall'HuffPost, affermando di essere stata travisata e decontestualizzata, poiché si riferiva al fatto che nell'ultimo decennio la parola femminista sia associata al concetto di «odiatrice di uomini» quando la cantante è sempre stata circondata da uomini che l'hanno supportata e amata.
La cantante è da sempre sostenitrice dei diritti della comunità LGBT.

### Politica
Nel 2011 Clarkson si è schierata a favore del Partito Repubblicano scrivendo apprezzamenti su Ron Paul tramite il proprio account Twitter, venendo criticata da quasi un milione di seguaci per sostenere un candidato che era stato accusato di razzismo e omofobia. Clarkson si è scusata riferendo di non essere a conoscenza di tali fatti, sostenendo che avrebbe scelto Paul per il suo atteggiamento liberale nell'ascoltare il popolo. Successivamente la cantante ha appoggiato entrambi i mandati del presidente Barack Obama, esibendosi alla cerimonia di insediamento alla Casa Bianca del 2013.
Nel 2016 Clarkson si è espressa a sostegno della candidata democratica Hillary Clinton, riferendo di essere «legittimamente spaventata per la nostra nazione» successivamente alla vittoria di Donald Trump. Nel febbraio 2021 intervista per la prima volta per gli Stati Uniti il presidente Joe Biden e la first lady Jill Biden nel corso del The Kelly Clarkson Show.

## Discografia
- 2003 – Thankful
- 2004 – Breakaway
- 2007 – My December
- 2009 – All I Ever Wanted
- 2011 – Stronger
- 2013 – Wrapped in Red
- 2015 – Piece by Piece
- 2017 – Meaning of Life
- 2021 – When Christmas Comes Around...
- 2023 – Chemistry

## Tournée
Tournée come solista
- 2005 – Hazel Eyes Tour
- 2005/06 – Breakaway World Tour
- 2006 – Addicted Tour
- 2007/08 – My December Tour
- 2009/10 – All I Ever Wanted Tour
- 2012 – Stronger Tour
- 2015 – Piece by Piece Tour
- 2019 – Meaning of Life Tour

Tournée collaborative
- 2002 – American Idols LIVE! Tour (con i finalisti di American Idol)
- 2004 – Independent Tour (con Clay Aiken)
- 2008 – 2 Worlds 2 Voices Tour (con Reba McEntire)
- 2012 – Kelly Clarkson / The Fray Tour (con The Fray)
- 2013 – 12th Annual Honda Civic Tour (con i Maroon 5)

Tournée promozionali
- 2003 – Kelly Clarkson in Concert
- 2009 – Kelly Clarkson: Live in Concert

Residency show
- 2020 – Kelly Clarkson: Invincible a Las Vegas
- 2025 – Kelly Clarkson: Studio Sessions a Las Vegas

## Filmografia

### Cinema
- Issues 101, regia di John Lincoln (2002)
- From Justin to Kelly (From Justin to Kelly), regia di Robert Iscove (2003)

### Televisione
- That '80s Show – serie TV, episodio 1x02 (2002)
- Sabrina, vita da strega (Sabrina, the Teenage Witch) – serie TV, episodio 6x20 (2002)
- American Idol – programma televisivo, 26 episodi (2004; 2015-2016)
- American Dreams – serie TV, episodi 2x01, 3x09 (2003-2004)
- Reba – serie TV, episodio 6x08 (2007)
- The Crazy Ones – serie TV, episodio 1x01 (2013)
- Nashville – serie TV, episodio 4x11 (2014)
- The Morning Show – serie TV, episodio 1x04 (2019)
- The Rookie – serie TV, episodio 5x12 (2023)

### Doppiatrice
- King of the Hill – serie animata, episodio 8x19 (2004)
- Phineas e Ferb (Phineas and Ferb) – serie animata, episodio 3x14 (2011)
- Home: For the Holidays, regia di Blake Lemons – film TV (2017)
- Gli eroi del Natale (The Star), regia di Timothy Reckart (2017)
- Pupazzi alla riscossa (UglyDolls), regia di Kelly Asbury (2019)
- Trolls World Tour, regia di Walt Dohrn (2020)

## Programmi televisivi
- American Idol (2002) – Concorrente; Vincitrice
- Saturday Night Live, episodi 30x12, 34x18, 37x11 (2005-2012) – Ospite musicale
- The Voice USA, 62 episodi (2012-in corso) – Coach
- Kelly Clarkson's Cautionary Christmas Music Tale (2013) – Conduttrice
- Hollywood Game Night, episodi 6x02-6x03 (2018-2019)
- Billboard Music Awards (2018-2020) – Conduttrice
- The Kelly Clarkson Show (2019-in corso) – Conduttrice
- America's Got Talent, episodi 15x11-15x12 (2020)
- American Song Contest (2022) – Conduttrice

## Premi e riconoscimenti
Durante la carriera ha ricevuto più di 160 nominations e più di 70 premi.

### Academy of Country Music Awards
- 2008 – Candidatura all'evento dell'anno per Because of You con Reba McEntire[127]
- 2012 – Evento dell'anno per Don't You Wanna Stay con Jason Aldean[128]
- 2012 – Singolo dell'anno per Don't You Wanna Stay con Jason Aldean[128]
- 2013 – Candidatura all'evento dell'anno per Don't Rush con Vince Gill[129]
- 2019 – Candidatura all'evento musicale dell'anno per Keeping Score con Dan + Shay[130]

### American Music Awards
- 2003 – Candidatura al cantante esordiente Pop/Rock favorito
- 2005 – Candidatura alla cantante Pop/Rock favorita
- 2005 – Cantante Adult Contemporary favorito
- 2005 – Cantante dell'anno
- 2005 – Candidatura all'album Pop/Rock favorito Breakaway
- 2006 – Cantante Pop/Rock favorita
- 2006 – Cantante Adult Contemporary favorito
- 2012 – Candidatura alla cantante Pop/Rock favorita
- 2012 – Candidatura al cantante Adult Contemporary favorito

### Billboard Music Awards
- 2005 – Candidatura all'artista dell'anno[131]
- 2005 – Candidatura al Female Billboard 200 Album Artist of the Year[131]
- 2005 – Candidatura Hot 100 Song of the Year per Since U Been Gone[131]
- 2005 – Candidatura Hot 100 Airplay of the Year per Since U Been Gone[131]
- 2005 – Candidatura Digital Song of the Year per Since U Been Gone[131]

#### BillboardWomen in Music Awards
- 2017 – Powerhouse Award[132]

### Brit Awards
- 2006 – Candidatura al miglior artista pop[133]
- 2006 – Candidatura al miglior artista internazionale[133]

### Country Music Association Awards
- 2007 – Candidatura all'evento dell'anno per Because of You con Reba McEntire[134]
- 2011 – Evento dell'anno per Don't You Wanna Stay con Jason Aldean[135]
- 2011 – Candidatura al singolo dell'anno per Don't You Wanna Stay con Jason Aldean[135]
- 2012 – Candidatura alla cantante dell'anno[136]
- 2013 – Candidatura alla cantante dell'anno[137]
- 2013 – Candidatura all'evento dell'anno per Don't Rush con Vince Gill[137]

### Daytime Emmy Awards
- 2020 – Miglior conduttrice di un Talk Show di intratteminemto per The Kelly Clarkson Show[138]
- 2021 – Miglior conduttrice di un Talk Show di intratteminemto per The Kelly Clarkson Show[139]
- 2021 – Miglior Talk Show di intratteminemto per The Kelly Clarkson Show[139]
- 2021 – Candidatura alla miglior canzone originale per Cabana Boy Troy[139]
- 2022 – Miglior conduttrice di un Talk Show di intratteminemto per The Kelly Clarkson Show
- 2022 – Miglior Talk Show di intratteminemto per The Kelly Clarkson Show

### Grammy Awards
- 2004 – Candidatura alla miglior interpretazione vocale femminile pop per Miss Independent[22]
- 2006 – Miglior interpretazione vocale femminile pop per Since U Been Gon[22]
- 2006 – Miglior album pop vocale per Breakaway[22]
- 2008 – Candidatura alla miglior collaborazione vocale country per Because of You con Reba McEntire[22]
- 2010 – Candidatura al miglior album pop vocale per All I Ever Wanted[22]
- 2012 – Candidatura alla miglior interpretazione country di un duo o gruppo per Don't You Wanna Stay con Jason Aldean[22]
- 2013 – Candidatura alla registrazione dell'anno per Stronger (What Doesn't Kill You)[22]
- 2013 – Candidatura alla miglior interpretazione pop solista per Stronger (What Doesn't Kill You)[22]
- 2013 – Miglior album pop vocale per Stronger[22]
- 2014 – Candidatura alla miglior interpretazione country di un duo o gruppo per Don't Rush con Vince Gill[22]
- 2016 – Candidatura alla miglior interpretazione pop solista per Heartbeat Song[22]
- 2016 – Candidatura al miglior album pop vocale per Piece by Piece[22]
- 2017 – Candidatura alla miglior interpretazione pop solista per Piece by Piece[22]
- 2018 – Candidatura alla miglior interpretazione pop solista per Love So Soft[22]
- 2019 – Candidatura al miglior album pop vocale per Meaning of Life[22]

### MTV Video Music Awards
- 2003 – Candidatura al miglior video pop per Miss Independent[140]
- 2003 – Candidatura al miglior artista esordiente in un video per Miss Independent[140]
- 2003 – Candidatura al video favorito dal pubblico per Miss Independent[140]
- 2005 – Miglior video pop per Since U Been Gone[141]
- 2005 – Miglior video di un'artista femminile per Since U Been Gone[141]
- 2005 – Candidatura al video favorito dal pubblico per Since U Been Gone[141]
- 2006 – Miglior video di un'artista femminile per Because of You[142]
- 2006 – Candidatura al video favorito dal pubblico per Because of You[142]
- 2009 – Candidatura al miglior video di un'artista femminile per My Life Would Suck Without You[143]
- 2012 – Candidatura al miglior video con un messaggio sociale per Dark Side[144]
- 2013 – Candidatura al miglior video con un messaggio sociale per People like Us[145]

### People's Choice Awards
- 2009 – Interprete musicale femminile preferita[146]
- 2016 – Candidatura alla cantante pop preferita[147]
- 2013 – Candidatura al Talk Show dell'anno per The Kelly Clarkson Show[148]

### PollstarAwards
- 2009 – Candidatura al tour più creativo per 2 Worlds 2 Voices Tour[149]